# Batrachotomus

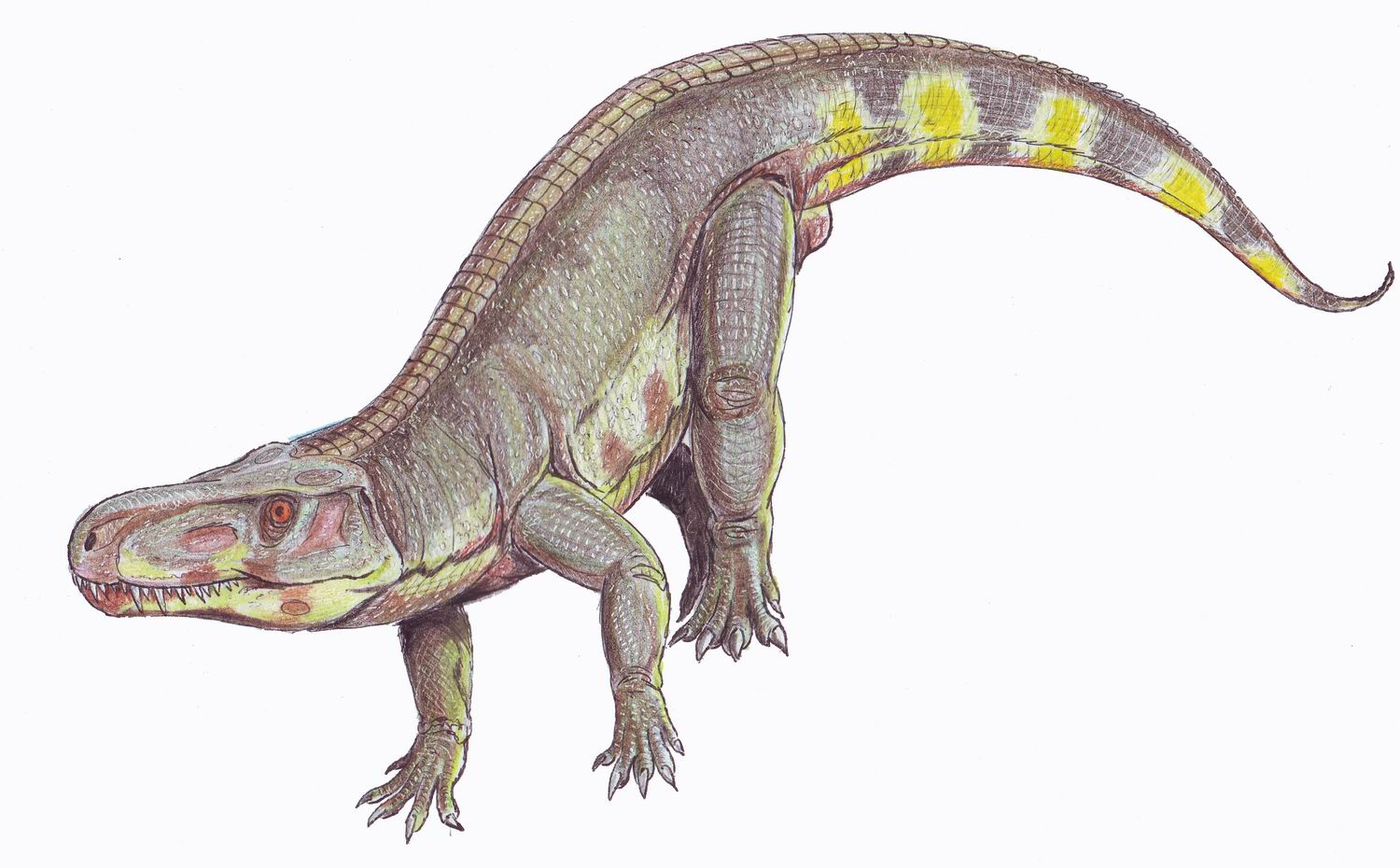

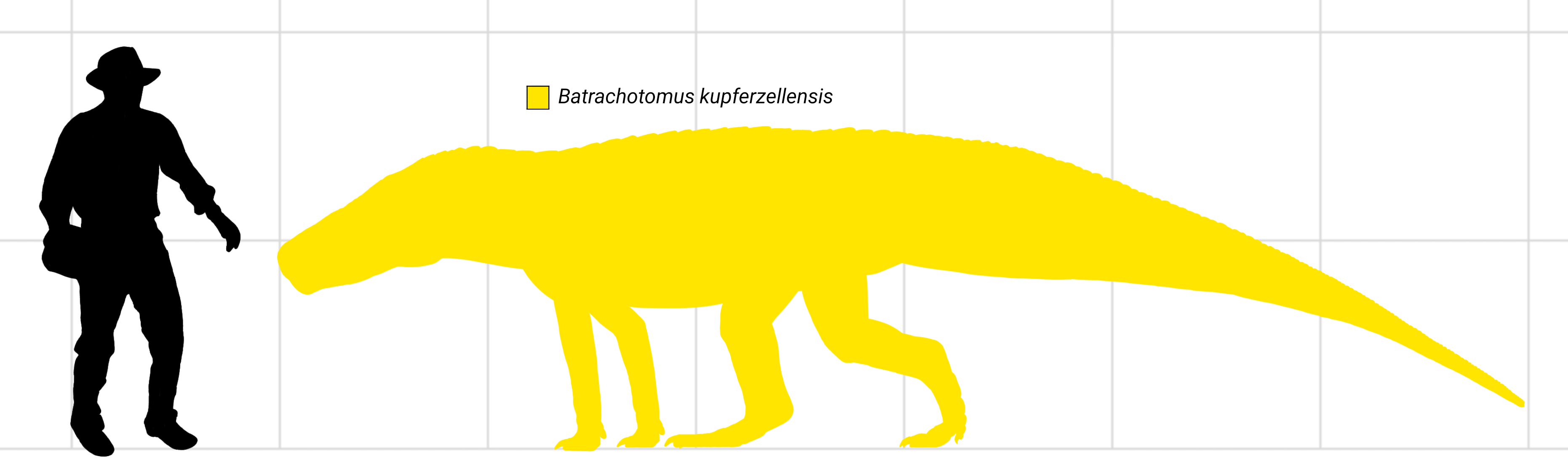

Batrachotomus — рід доісторичних архозаврів. Скам'янілості цієї тварини були знайдені на півдні Німеччини і датовані ладинським етапом середнього тріасового періоду, приблизно 242–237 мільйонів років тому. Батрахотомус був описаний палеонтологом Девідом Дж. Гауером через 22 роки після його відкриття.
Місцевість, де мешкав батрахотомус, була болотистою місцевістю, а назва походить від грецького batrachos/βάτραχος (жаба) і tome/τομή (різання, нарізання), що стосується до його полювання на великих земноводних Mastodonsaurus. На відміну від розлогих рептилій, таких як крокодили, ця велика м’ясоїдна тварина була дуже спритною, маючи перевагу в рухах через свою пряму позицію. Примітною особливістю, яку можна було побачити на його спині, був ряд парних, сплощених кістяних пластин. Batrachotomus, можливо, був раннім родичем Postosuchus, який жив на зорі динозаврів.
Батрахотомус був великою чотирилапою рептилією, яка досягала 6 метрів у довжину. Особливістю, яка характеризувала Batrachotomus порівняно з іншими круротарзанами, була серія парних маленьких пластинок на спині, які були прикріплені до кожного хребця. Ці кісткові відкладення, що утворюють лусочки, називаються остеодермами. Сплощені та листоподібні, вони розширювалися з-за голови вздовж колони та зменшувались у розмірі, закінчуючись хвостом. Є також докази того, що остеодерми були присутні на черевній частині хвоста, як це видно у Ticinosuchus ferox, і навіть на боці, животі та кінцівках.